# Tôm hùm bông
Tôm hùm bông, tên khoa học Panulirus ornatus (tên trong tiếng Anh bao gồm tropical rock lobster, ornate rock lobster, ornate spiny lobster và ornate tropical rock lobster) là một loài tôm rồng ăn được với 11 giai đoạn ấu trùng, đã được nuôi nhốt thành công.
P. ornatus có phạm vi phân bố rộng ở Ấn Độ Dương-Thái Bình Dương, từ Hồng Hải và KwaZulu-Natal ở phía tây đến Nhật Bản và Fiji ở phía đông. Trong hầu hết phạm vi phân bố của nó, tôm hùm bông bị đánh bắt bằng lao xiên hoặc lưới, trong khi ở Đông Bắc Australia, khai thác tôm hùm bông làm thủy sản thương mại đã tồn tại từ năm 1966 và thu hoạch các loài được quy định bởi cơ quan Great Barrier Reef Marine Park Authority.

## Hình ảnh

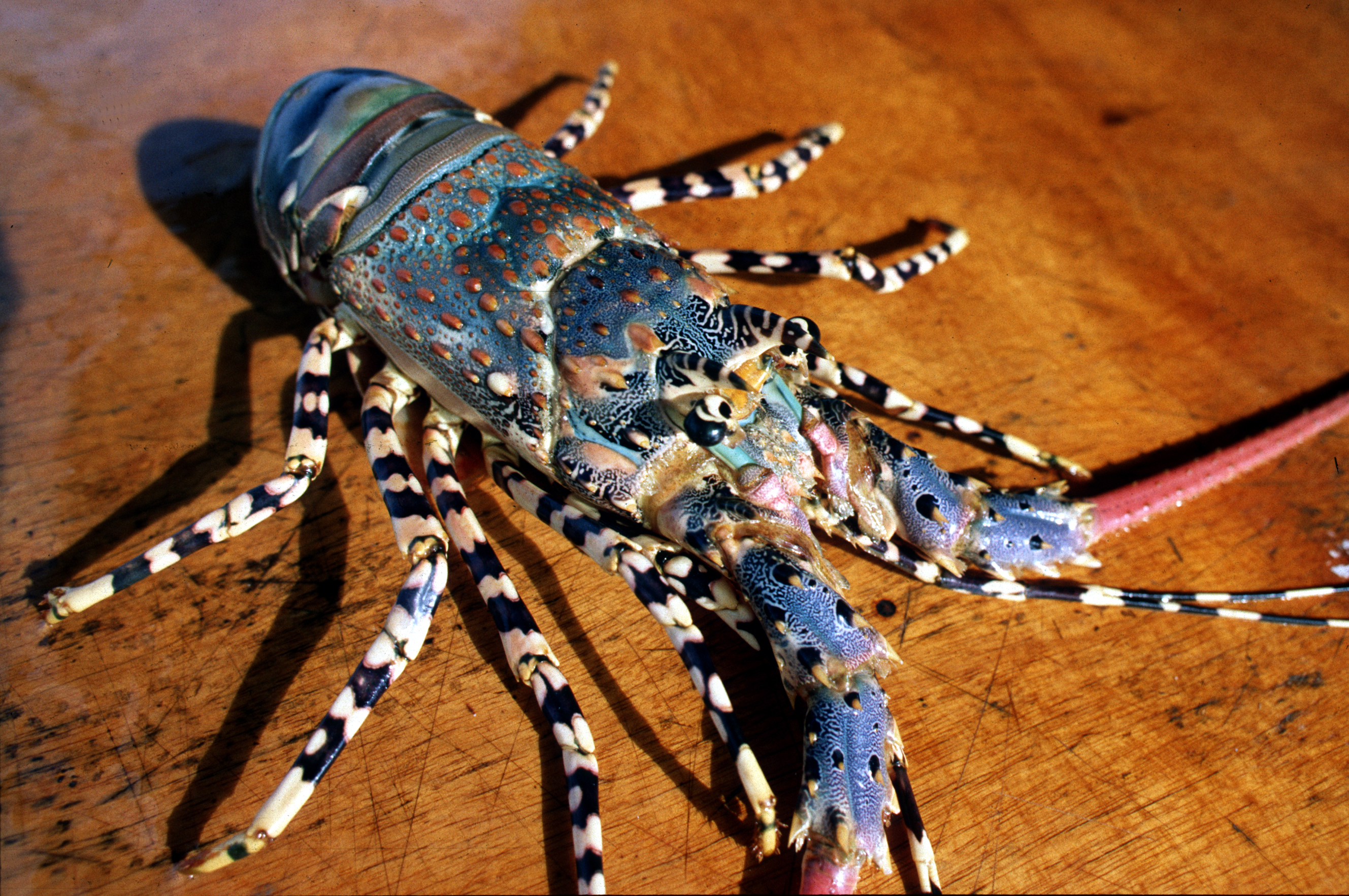
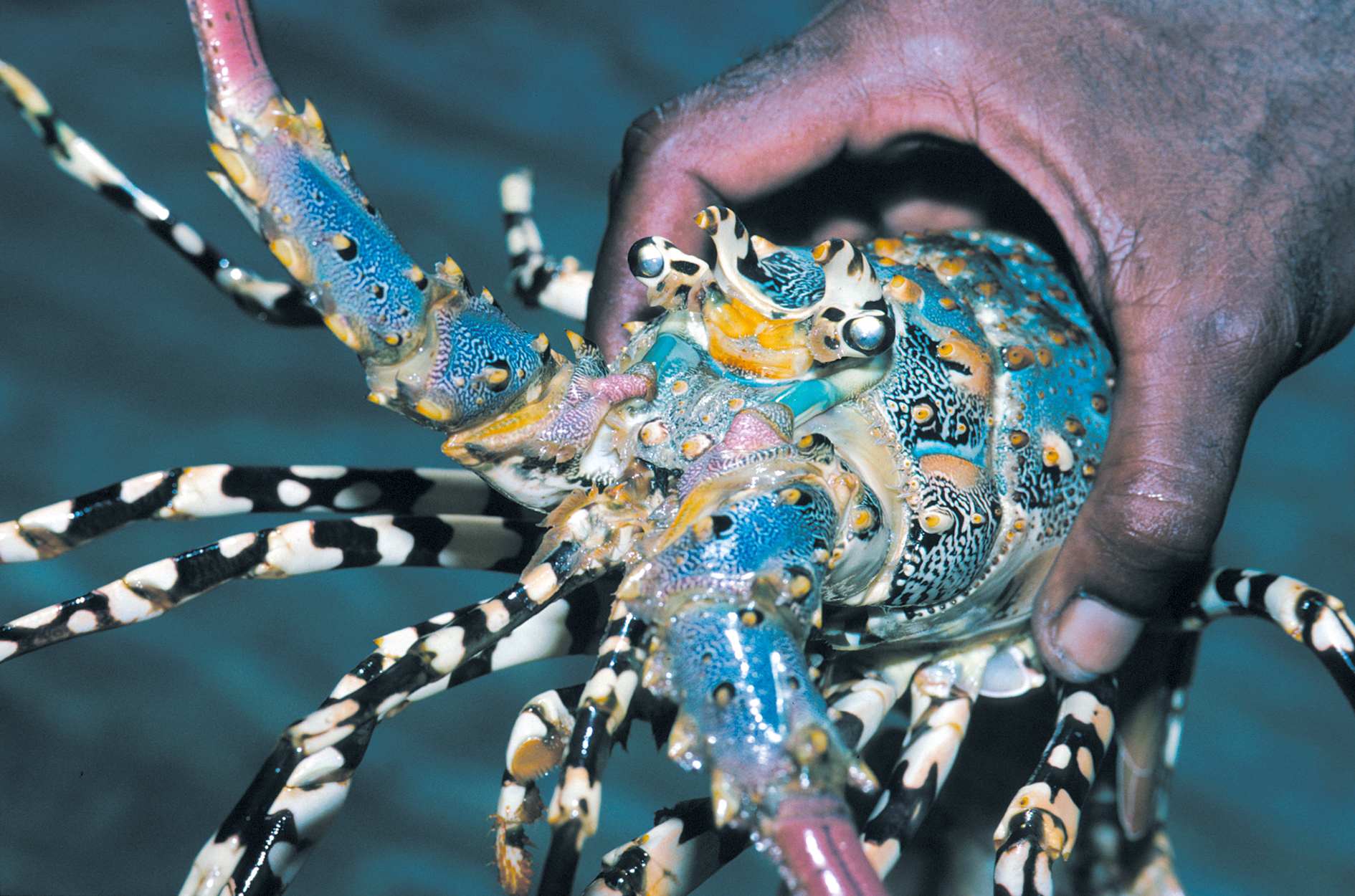